# Tetrastigma eberhardtii
Tetrastigma eberhardtii är en vinväxtart som beskrevs av François Gagnepain. Tetrastigma eberhardtii ingår i släktet Tetrastigma och familjen vinväxter. Inga underarter finns listade i Catalogue of Life.